# Harold Courlander
 (septembre 2018).
Si vous disposez d'ouvrages ou d'articles de référence ou si vous connaissez des sites web de qualité traitant du thème abordé ici, merci de compléter l'article en donnant les références utiles à sa vérifiabilité et en les liant à la section « Notes et références ».
Harold Courlander, né le 18 septembre 1908 à Indianapolis et mort le 15 mars 1996 à Bethesda (Maryland), est un romancier, folkloriste et anthropologue américain.
Expert dans l’étude de la vie haïtienne, il est l’auteur de 35 livres et pièces de théâtre et de nombreux articles scientifiques. Spécialiste de l’étude des cultures africaines, caribéennes, afro-américaines et amérindiennes, il s’est en particulier intéressé à la littérature orale, aux cultes et aux liens culturels afro-américains avec l’Afrique.

## Biographie
Fils du peintre primitiviste renommé David Courlander (en), il a obtenu sa licence d’anglais, en 1931, à l’université du Michigan, où il a reçu trois prix Avery Hopwood (un en théâtre et deux en critique littéraire). Il a fait ses études supérieures à l’université du Michigan et à l’université Columbia. Le pécule des prix Hopwood lui a permis d’effectuer son premier voyage en Haïti, inspiré par les écrits de William Buehler Seabrook.
En 1939, il publie son premier livre sur la vie haïtienne intitulé Haiti Singing. Au cours des 30 années suivantes, il s’est rendu à Haïti à plus de 20 reprises. Ses recherches ont porté sur les pratiques religieuses, les rétentions africaines, les traditions orales, le folklore, la musique et la danse. Son livre, The Drum and the Hoe : La vie et l’histoire du peuple haïtien, paru en 1960, est devenu un classique pour l’étude de la culture haïtienne.
Il a également effectué de nombreuses expéditions dans le sud des États-Unis, enregistrant de la musique folklorique dans les années 1940 et 1950. De 1947 à 1960, il a été rédacteur en chef de la Ethnic Folkways Library (il a créé le nom du label) et a enregistré plus de 30 albums de musique de différentes cultures (par exemple, les cultures d’Indonésie, d’Éthiopie, d’Afrique de l’Ouest, d’Haïti et de Cuba). En 1950, il a également réalisé des enregistrements sur le terrain en Alabama, retranscrits par la suite par John Benson Brooks.
Dans les années 1960, il a entrepris une série d’expéditions dans le sud-ouest américain pour étudier la littérature orale et la culture des Indiens Hopi. Son recueil de contes populaires, People of the Short Blue Corn : contes et légendes des Indiens Hopi, paru en 1970 a rapidement été reconnu comme un travail indispensable dans l’étude de la littérature orale.
De 1942 à 1943, au cours de la Seconde Guerre mondiale, il a été historien du Commandement du transport aérien du projet Douglas Aircraft 19 à Gura, en Érythrée. Il a ensuite travaillé comme rédacteur et rédacteur pour l’Office of War Information à New York et à Bombay, en Inde, de 1943 à 1946. De 1946 à 1956, il a travaillé comme rédacteur de nouvelles et analyste de nouvelles pour la voix de l’Amérique à New York. Il a été spécialiste de l’information et rédacteur de discours pour la mission américaine aux Nations unies de 1956 à 1957. Il a été écrivain et rédacteur en chef pour The United Nations Review, de 1957 à 1960. De 1960 à 1974, il a été spécialiste africain et des Caraïbes, rédacteur de long métrage et analyste des nouvelles de la Voice of America à Washington, DC.

## Plagiat deL'Africain
Le plus célèbre des sept romans de Courlander est L'Africain, paru en 1967. Ce roman, qui lui a valu d’obtenir, en 1969, le prix « Meilleur ouvrage pour jeunes adultes » de l’American Library Association, relate l’histoire du jeune Africain Hwesuhunu, sa capture comme esclave en Afrique, ses expériences à bord d’un navire négrier et sa lutte pour conserver sa culture natale dans un nouveau monde hostile. Au printemps de 1977, alors que le roman Racines d’Alex Haley a atteint la célébrité à l’échelle nationale, il s’aperçoit, en le consultant que la partie décrivant la vie de Kunta Kinte était en réalité tirée de son propre roman paru 10 ans plus tôt. Comprenant qu’il a été victime d’un plagiat, il intente, en 1978, une action en justice pour violation du droit d’auteur devant le tribunal de district du district sud de New York, accusant Alex Haley d’avoir copié 81 passages de son roman l’Africain dans Racines. Dans la note préparatoire au procès, il affirme que « L’accusé Haley avait accès à et copié de manière substantielle le roman L'Africain de Courlander. Sans L'Africain, Racines aurait été un roman très différent et moins réussi, et il est douteux que M. Haley ait pu écrire Racines sans L'Africain… M. Haley a copié le langage, les pensées, les attitudes, les incidents, les situations, l’intrigue et le caractère. »
Racines reproduit, non seulement des idées, mais également des passages spécifiques de l’Africain. Le rapport soumis au tribunal fédéral par l’expert, le professeur d’anglais à l’université Columbia, Michael Wood, déclare : « La preuve de la copie de l’Africain dans le roman et la dramatisation télévisée de Racines est claire et irréfutable. Le copiage est important et extensif… Racines… utilise clairement l’Africain comme modèle : pour être copié à certains endroits, et modifié à d’autres, mais il semble toujours avoir été consulté… Racines reprend les phrases, les situations, les idées, le style et l’intrigue de l’Africain. Racines reprend à l’Africain les éléments essentiels à sa représentation d’éléments tels que les pensées d’évasion d’un esclave, la psychologie d’un vieil esclave, les habitudes d’esprit du héros et le sens de la vie sur un navire négrier tristement célèbre. Tels sont les éléments qui constituent la vie d’un roman et lorsqu’ils apparaissent dans Racines ; ils constituent la vie du roman de quelqu’un d’autre. »
Au cours d’un procès de cinq semaines devant le tribunal de district fédéral, le juge présidant la Cour de district des États-Unis, Robert J. Ward, a déclaré : « Il y a copiage, point final. » Bien que des passages de l’Africain aient été retrouvés agrafés sur un manuscrit de Racines, Alex Haley a pourtant soutenu tout au long du procès n’avoir entendu parler de l’Africain que l’année suivant la publication de Racines. Il a spéculé que quelqu’un d’autre avait dû lui donner les passages photocopiés. Or, après le procès, Joseph Bruchac, instructeur d’histoire des minorités au Skidmore College, a affirmé, dans une déclaration sous serment, avoir recommandé la lecture de l’Africain à Haley, lors de la visite de ce dernier à Skidmore, en 1970. Bruchac se souvient être retourné chez lui, à 5 km de Skidmore, pour aller chercher son propre exemplaire afin de l’offrir à Haley, qui lui a promis de le lire « dans l’avion. »
Après avoir commencé par rejeter l’accusation, Alex Haley a fini par publier une déclaration reconnaissant publiquement que le roman de Courlander avait été la source de Racines, ce qui, selon lui, devait être la faute de l’un de ses assistants. Il a mis fin au procès par une reconnaissance que 81 passages de Racines avaient été copiés dans l’Africain, et réglé l’affaire à l’amiable avec un dédommagement de Courlander à hauteur de 650 000 $ (soit l’équivalent de $
2.5 millions de dollars en 2016) et une déclaration selon laquelle « Alex Haley reconnait et regrette que divers documents de l’Africain de Harold Courlander se soient retrouvés dans son livre, Racines. » Dans une interview accordée, 4 ans plus tard, à la BBC, le juge Ward a déclaré : « Alex Haley a commis un canular contre le public. » Courlander a, quant à lui, rédigé, en 1986, un article intitulé « Kunta Kinte’s Struggle to be African » (Les efforts de Kunta Kinte pour être africain) révélant les différences entre le personnage de Kunta Kinte et les documents historiques concernant les Africains de la période précédant l’esclavage. Parmi les comportements non africains de Kunta, on relève des manifestations de colère et de rage aveugles, une pudibonderie et des actions inconnues dans la culture des Mandingues, qui signalent les nombreuses déformations et ambiguïtés du roman d’Haley.